# Ann-Kristin Tlusty

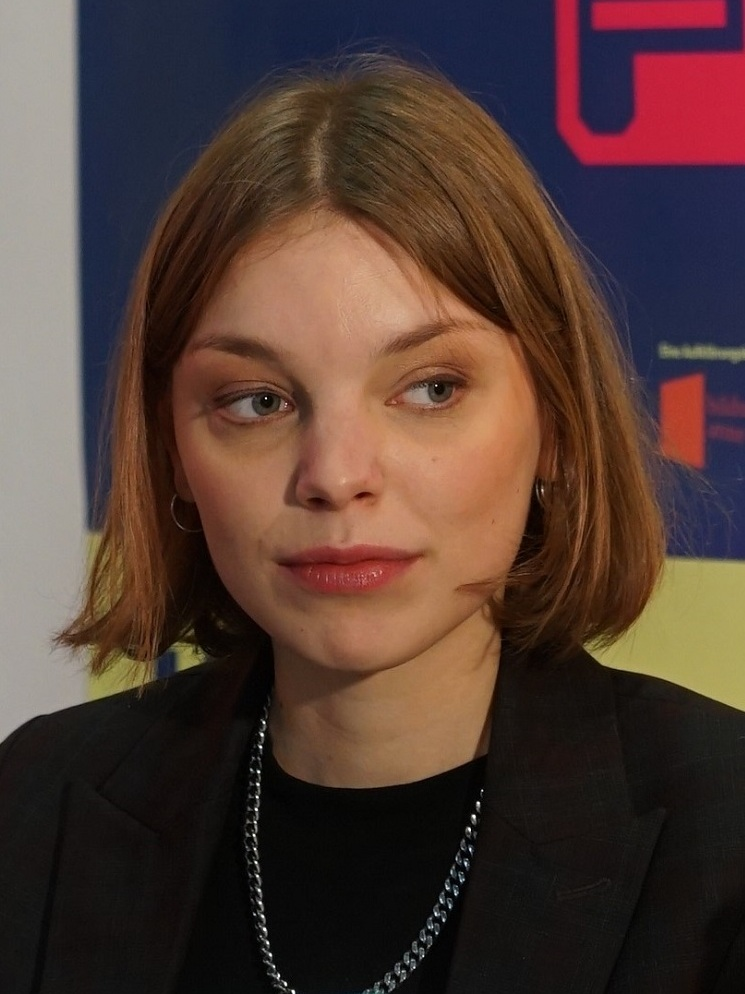
Ann-Kristin Tlusty, 2021

Ann-Kristin Tlusty (* 1994) ist eine deutsche Autorin und Journalistin. Sie arbeitet als Redakteurin bei Zeit Online und als freie Autorin für Deutschlandfunk Kultur. Ihre Themenschwerpunkte sind soziale Ungerechtigkeit, feministische Fragestellungen und zeitgenössische kulturelle Phänomene.

## Leben
Tlusty studierte Soziologie, Psychologie und Kulturwissenschaften. Seit 2018 ist sie als Redakteurin bei Zeit Online tätig und arbeitet zudem als freie Autorin für Deutschlandfunk Kultur. Sie lebt in Berlin.

## Wirken
Im Jahr 2021 veröffentlichte Tlusty ihr erstes Buch Süß. Eine feministische Kritik, das im Hanser Verlag erschien. Darin betrachtet sie die gesellschaftlichen und persönlichen Zwänge, die Frauen noch heute prägen, und analysiert drei Frauenfiguren, die bis in die Gegenwart fortbestehen: die „süße“, die „sanfte“ und die „zarte“ Frau. Sie zeigt auf, wie diese Rollenbilder weiterhin Einfluss auf das Selbstverständnis und das Verhalten moderner Frauen haben.
2024 gab sie gemeinsam mit Wolfgang M. Schmitt die Anthologie Selbst schuld! heraus. In diesem Sammelband setzen sich 13 Autorinnen und Autoren mit der individualisierenden Schuldzuweisungen in verschiedenen gesellschaftlichen Bereichen auseinander. Sie kritisieren die Tendenz, strukturelle Probleme auf individuelles Versagen zurückzuführen, und plädieren für eine stärkere Berücksichtigung sozialer und politischer Zusammenhänge.

## Veröffentlichungen
- Süß. Eine feministische Kritik. Hanser, München 2021.
- Selbst schuld! (Anthologie, gemeinsam mit Wolfgang M. Schmitt). Hanser, München 2024.